# Trieben
Trieben è un comune austriaco di 3 366 abitanti nel distretto di Liezen, in Stiria; ha lo status di città (Stadt).